# Língua selkup
A língua Selkup é o idioma do povo Selkup e pertence ao grupo das línguas samoiedas, família das línguas urálicas. Era falada por cerca de 1.570 pessoas (1994) na região entre os rios Ob e Ienissei, em Iamália, Sibéria.. O nome Selkup da língua se originou da língua russa "cелькупский язык" (selkupsky yazyk), com base no nome nativo no dialeto Taz, шӧльӄумыт әты šöľqumyt әty, lit. língua dos homens da floresta. Os diferentes dialetos da língua usam nomes diversos para a mesma e essas variações se mostram no “infobox” à direita.
Selkup se apresenta com um continuum de dialetos cujos extremos não são mutuamente inteligíveis. As três principais variantes são a do Norte (ou do rio Taz) (тазовский диалект, tazovsky dialekt), o qual é base para a escrita Selkup elaborada nos anos 1930, a Central (ou do rio Tym (тымский диалект, tymsky dialekt) a do  rio Ket  (кетский диалект, ketsky dialekt).

## Escrita
O Selkup usa uma forma própria do alfabeto cirílico, a qual apresenta 40 letras.

## Fonologia
São 25 os fonemas consoantes e 16 0s vogais no dialeto Taz.
|                | Labial | Dental | Palatal(Palatizadas) | Velar | Uvular |
| -------------- | ------ | ------ | -------------------- | ----- | ------ |
| Nasal oclusiva | /m/    | /n/    | /nʲ/                 | /ŋ/   | [ɴ]    |
| Oclusiva       | /p/    | /t/    | /tʲ/                 | /k/   | /q/    |
| Fricativa      | ([f])  | /s/    | /sʲ/                 | ([x]) | ([χ])  |
| Vibrante       |        | /r/    |                      |       | [ʀ]    |
| Lateral        |        | /l/    | /lʲ/                 |       |        |
| Semivogais     | /w/    |        | /j/                  |       |        |

- A sonoridade forte das consoantes não é fonêmica. Oclusivas e Fricativas podem ser sonoras (fortes) entre vogais ou depois de consoantes sonorantes.
- As oclusivas e fricativas  /tʲ/, /sʲ/ são tipicamente mais percebidas como fricadas Alvéolo Palatais [tɕ] e Fricativa [ɕ].
- Antes de vogais frontais, variantes palatalizadas de outras consoantes podem aparecer.
- [ɴ] e [ʀ] são alofones de /q/ quando diante de nasais e líquidas, respectivamente.
- Oclusivas não-coronais /p/, /k/, /q/ apresentam alofones opcionais [f], [x], [χ] quando estão antes de  /s/ ou /sʲ/.

|        |         | Frontal         | Frontal     | Central         | Posterior   | Posterior   |
|        |         | Não arredondada | Arredondada | Não arredondada | Arredondada | Arredondada |
| ------ | ------- | --------------- | ----------- | --------------- | ----------- | ----------- |
| Tensa  | Fechada | /i/, /iː/       | /y/, /yː/   | /ɨ/, /ɨː/       | /u/,        | /uː/        |
| Tensa  | Média   | /e/, /eː/       | /ø/, /øː/   | /ɘ/, /ɘː/       | /o/, /oː/   | /o/, /oː/   |
| Tensa  | Aberta  | /æ/, /æː/       |             | /a/, /aː/       |             |             |
| Frouxa | Fechada | /ɪ/, /ɪː/       |             | [ɪ̈ ~ ə]         |             |             |
| Frouxa | Média   | /ɛ/, /ɛː/       |             | [ɪ̈ ~ ə]         | /ɔː/        | /ɔː/        |

- A extensão da vogal é fonêmica. /ɔː/ sozinha é derivada da proto-Selkup */aː/, não tendo contrapartida curta..
- O contraste de tensão da vogal, algo iovado do Selkup Norte, independe da extensão. (Ex. todas. /i/, /iː/, /ɪ/, /ɪː/ contrastam).
- A gama completa dos contrastes qualidade de vogal só é possível na sílaba inicial de uma palavra : em sílabas posteriores

, /e/ /ø/ /ɘ/ /y/ /ɨ/ ou não há a maior extensão, nem se torna um /uː/ longo. (ver com o fundo cinza.)
- A vogal central não tensa e não fonêmica [ɪ̈ ~ ə] só ocorre em átonas não- primeiras sílabas ; é normalmente tratada equivalente com um /ɨ/ curto.

A estrutura silábica Selkup é (C)V(C). /ŋ/, /tʲ/ ou /w/ não existem na posição final da palavra. Vários grupos consonantais e também consoantes geminadas, tais como  /nt/, /rm/, /sʲsʲ/ podem ocorrer, embora muitas combinações potenciais sejam simplificadas.
A tonicidade do Selkup é marginalmente fonêmica. Geralmente, a vogal longa mais à direita de uma palavra é acentuada, caso  contrário, a primeira sílaba, porém, certos sufixos com vogais curtas podem adquirir a tonicidade, levando a pares mínimos , como
```
[ˈtɕɛlʲtɕalqo]
 "para dentro do pântano" vs. 
[tɕɛlʲˈtɕalqo]
 "um só vez no pântano".
```

## Bilbliografia
- Eugene Helimski. 1998. "Selkup". In: Abondolo, David (ed): Uralic languages. London and New York: Routledge. ISBN 0-415-08198-X.